# Palenque
Palenque ist eine von Tieflanddschungel umgebene archäologische Fundstätte im mexikanischen Bundesstaat Chiapas unweit der modernen Stadt Palenque. In der archäologischen Zone von Palenque befinden sich die Ruinen einer ehemaligen Mayametropole, die seit 1987 zum UNESCO-Weltkulturerbe gehören. Das in der Nähe der Grabungsstätte wohnende Volk der Lacandonen wird als direkter Nachkomme der ehemaligen Bewohner des alten Palenque betrachtet. Am 30. März 2015 wurde die Gedenkstätte in das Internationale Register für Kulturgut unter Sonderschutz der Haager Konvention zum Schutz von Kulturgut bei bewaffneten Konflikten aufgenommen.
Der historische Name Palenques lautete vermutlich Lakamha’ (zu deutsch etwa „Großes Wasser“), während das von der Stadt beherrschte Gebiet mit B’aakal („Knochen“) bezeichnet wurde.

## Lage
Das Gebiet von Palenque befindet sich im mexikanischen Bundesstaat Chiapas oberhalb des Río Usumacinta. Die Stadt liegt auf einer Terrasse an den Hügeln des weiter im Süden gelegenen Hochlands von Chiapas und erstreckt sich rund zwei Kilometer in Ost-West-Richtung. Zahlreiche kleine Bäche fließen durch die archäologische Zone von Palenque. Die Ruinen, für die oft künstliche Terrassierungen angelegt wurden, schmiegen sich an die grünen Hügel des Hochlands an, die in die Architektur der Stadt integriert wurden. Bisher wurden erst circa 5 Prozent der Bauten freigelegt. Der Rest ist noch vom Dschungel überwachsen.

## Aufbau der alten Mayastadt
Das Zentrum der Stadt bilden der Tempel der Inschriften, der vermutlich das bekannteste Gebäude Palenques ist, und der ihm gegenüberliegende Palast. Neben dem Gebäudekomplex der benachbart liegenden sogenannten Kreuzgruppe gruppieren sich um das Zentrum noch viele weitere alleinstehende Bauten, die auf Sockelplattformen errichtet wurden. Nahezu alle Gebäude wurden mit feinen und detailreichen Stuckreliefs verziert, sowohl im Inneren als auch an den Außenwänden. Ebenso typisch für Palenque ist das häufige Auftreten von Nischen sowie die Dachkämme vieler Bauten. Unter anderem deshalb gilt die Architektur der Ruinen von Palenque oft als besonders elegant und anmutig. 

### Tempel der Inschriften

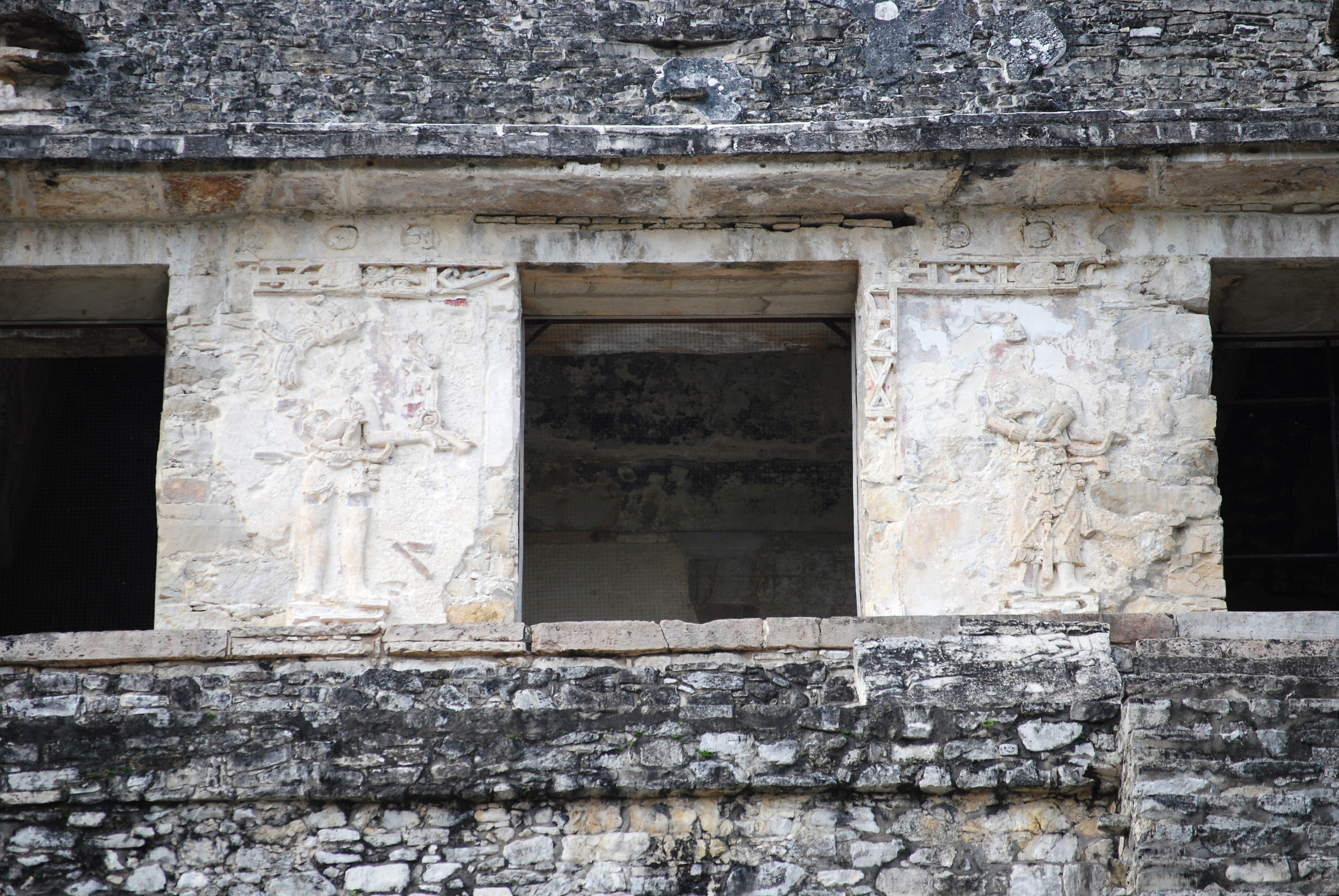
Pfeiler am Tempel der Inschriften

Dem Palast gegenüber befindet sich der „Tempel der Inschriften“. Die Stufenpyramide ist etwa zwanzig Meter hoch und besitzt auf ihrer Dachplattform einen kleinen Tempel. Sie wurde 690 unter der Herrschaft von K'inich Kan Balam II. vollendet und beherbergt die Grabkammer von dessen Vater Pakal. Der mexikanische Archäologe Alberto Ruz Lhuillier entdeckte auf der Dachplattform 1949 einen Eingang, hinter dem sich ein verschütteter Gang verbarg. Nach drei Jahren war der Gang ebenso wie die Grabkammer, zu der er führte, komplett freigelegt. Dieser Gang sowie die Besteigung der Stufenpyramide ist für Touristen nicht mehr erlaubt.
Die Grabkammer hat eine Grundfläche von vier mal zehn Metern und ist rund sieben Meter hoch. Neben dem Sarkophag des Pakal befanden sich zum Zeitpunkt der Entdeckung die Skelette mehrerer Jugendlicher sowie einige Tongefäße und zwei Stuckköpfe. Ein Nachbau der Krypta und die im Grab gefundenen Gegenstände (u. a. die Jademaske des Pakal) sind im Nationalmuseum für Anthropologie in Mexiko-Stadt ausgestellt.
1994 wurde in einem kleinen Tempel neben der Pyramide eine zweite Kammer entdeckt, die ebenfalls einen Sarkophag enthielt. Anders als in der von Ruz entdeckten Gruft sind hier allerdings keine Hieroglyphen entdeckt worden, die über die hier begrabene Person Aufschluss geben könnten.

### Der Palast

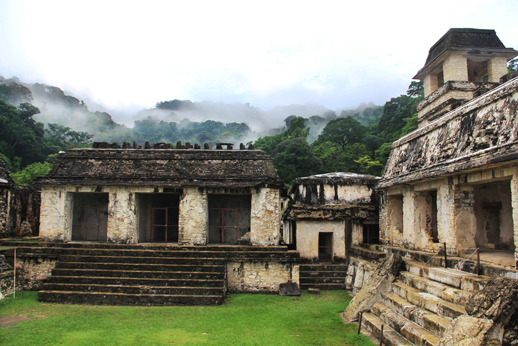
Der Palast

Auf einer Fläche von 100 mal 80 Metern erhebt sich der größte architektonische Komplex von ganz Palenque: der Palast. Er besteht aus Gebäuden mit einer rechteckigen Basis und zahlreichen Türen, die auf künstlichen Plattformen gebaut sind. Der Palast wurde vermutlich in mehreren Phasen mit einer Bauzeit von insgesamt rund 120 Jahren errichtet. Aus dem Inneren des Komplexes ragt ein vierstöckiger Turm, der möglicherweise als Observatorium oder als Wachturm genutzt wurde. Der Palast besitzt mehrere Innenhöfe, die als Lichtquelle für die umliegenden Räume dienten.
Im Palast wurden drei bearbeitete Tafeln gefunden. Auf ihnen sind Szenen der Thronbesteigung der drei Könige K'inich Janaab' Pakal I., K’inich K’an Joy Chitam II. und K’inich Ahkal Mo’ Nahb III. dargestellt. Diese Szenen unterscheiden sich in den Details, stimmen aber im Wesentlichen völlig überein. Auf den Tafeln gedenkt der König immer seines Machtanstiegs, wobei ihm seine Ahnen symbolische Gegenstände überreichen, die die Macht verkörpern und mit der Zeremonie verbunden sind. Viele Pfeiler der Galerien sind außerdem mit Darstellungen von Maya in herrschaftlicher Haltung verziert.

### Die Kreuzgruppe
Südöstlich des Palastes liegen drei Tempel, die einen offenen Platz begrenzen und zusammen als Kreuzgruppe bezeichnet werden. Die Gruppe wurde vermutlich Mitte des 7. Jahrhunderts erbaut und wird beherrscht vom „Kreuztempel“, dessen Name wie der der ganzen Gruppe von einem Relief im Inneren des Heiligtums auf seiner Spitze herrührt, das einen kreuzförmigen Weltenbaum darstellt.
Alle drei Bauten, der „Sonnentempel“, der „Blätterkreuztempel“ und der „Kreuztempel“, sind nach demselben Schema aufgebaut. Sie besitzen in ihrem Inneren einen überwölbten Raum, an dessen Rückwand sich ein dreiteiliges Relief befindet. Die Reliefs sind für die Archäologen vor allem aufgrund ihrer sehr langen, in Maya-Hieroglyphen verfassten Texte und ihrer vielen Kalenderdaten interessant. Neben den Heiligtümern haben die Tempel auch gemeinsam, dass sie alle ein Steildach mit Kamm besitzen und darüber hinaus auf einer Stufenplattform stehen, die an ihrer Vorderseite eine Treppe aufweist. Aufgrund ihrer Gemeinsamkeiten wird vermutet, dass die drei Tempel alle dem gleichen Zweck dienten, nämlich der Verehrung der drei Lokalgottheiten, auf welche die Herrscher der Stadt ihre Abstammung zurückführten.

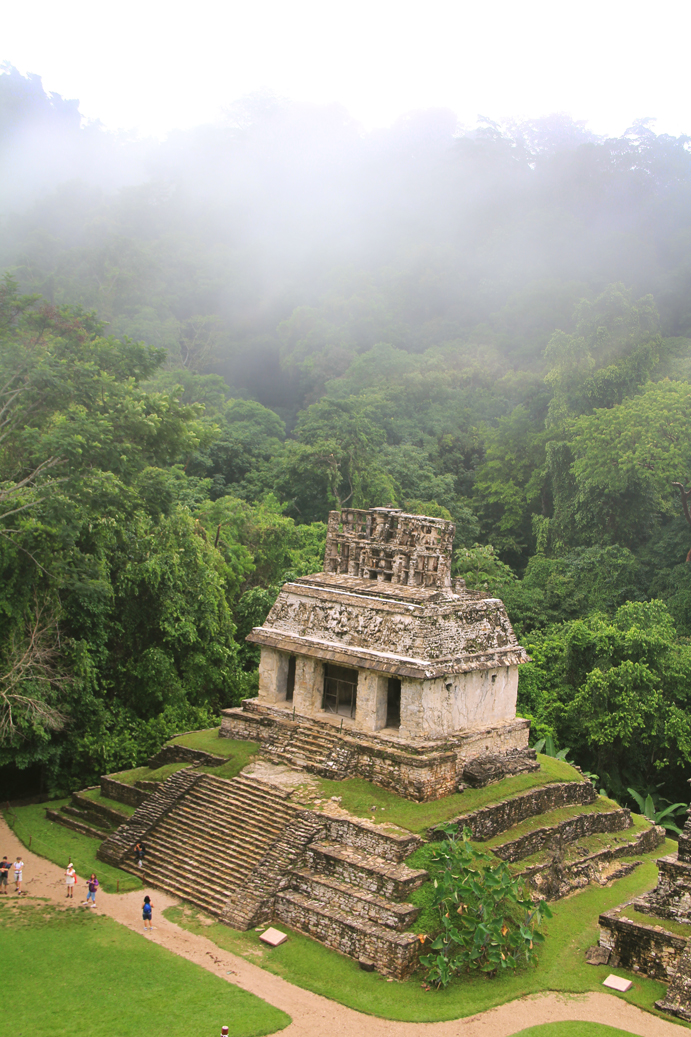
Sonnentempel
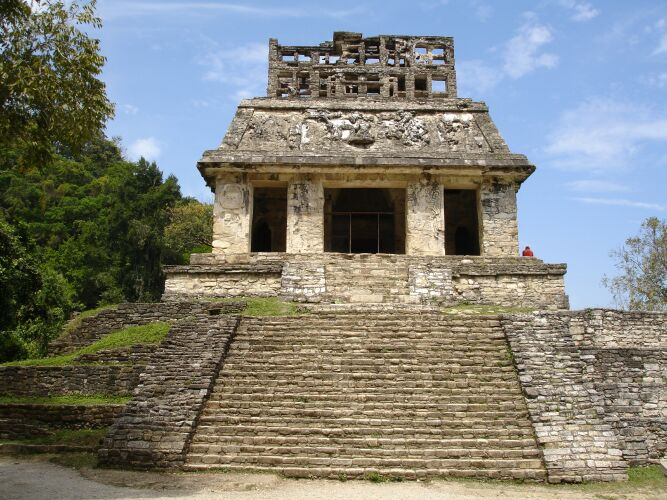
Sonnentempel
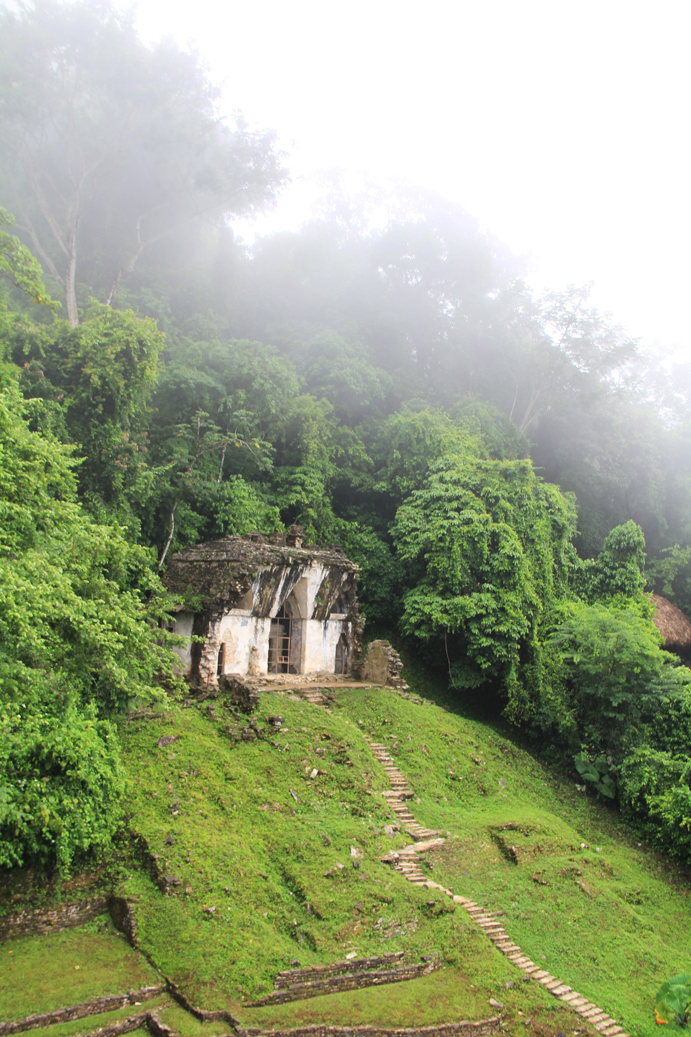
Blätterkreuztempel
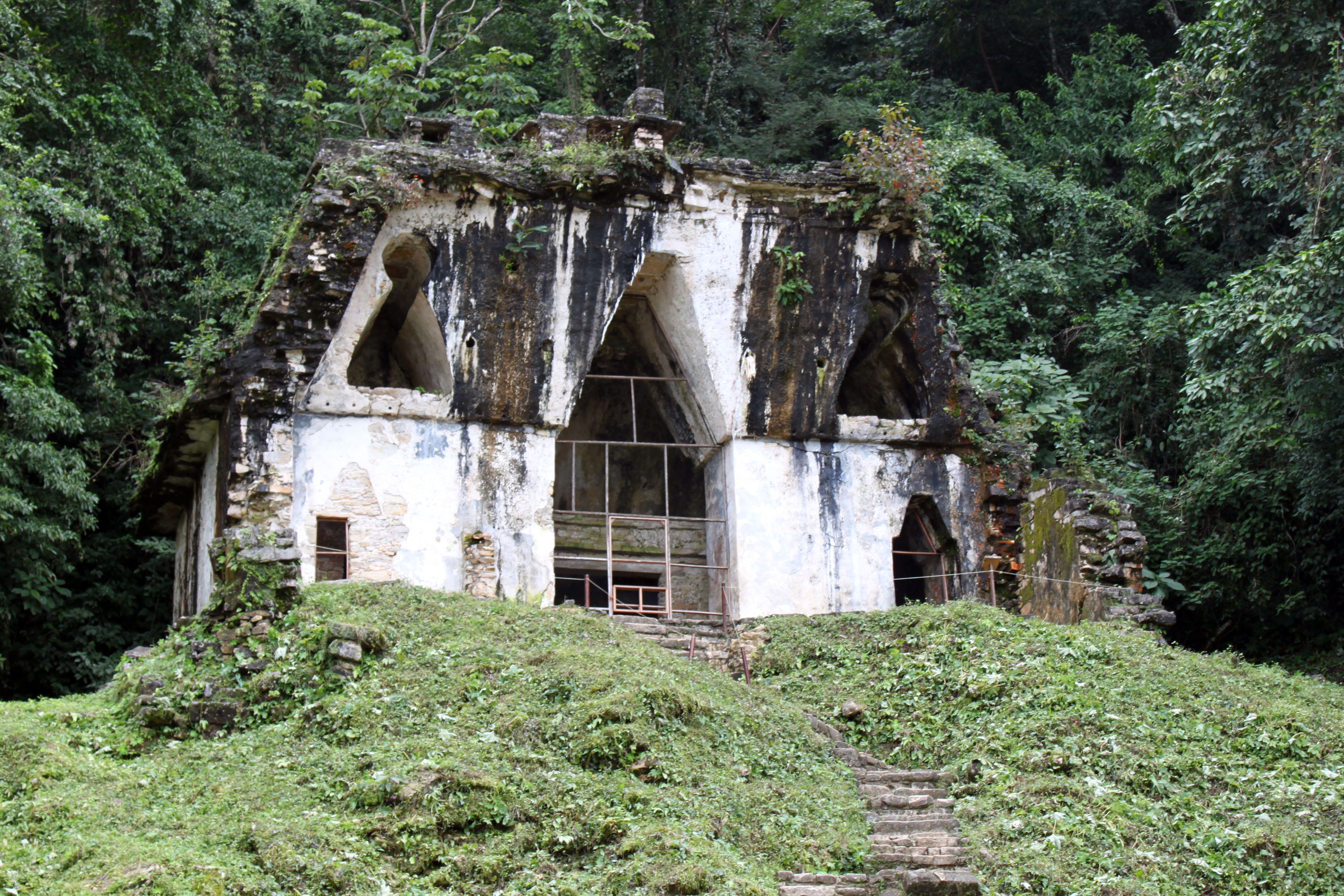
Blätterkreuztempel
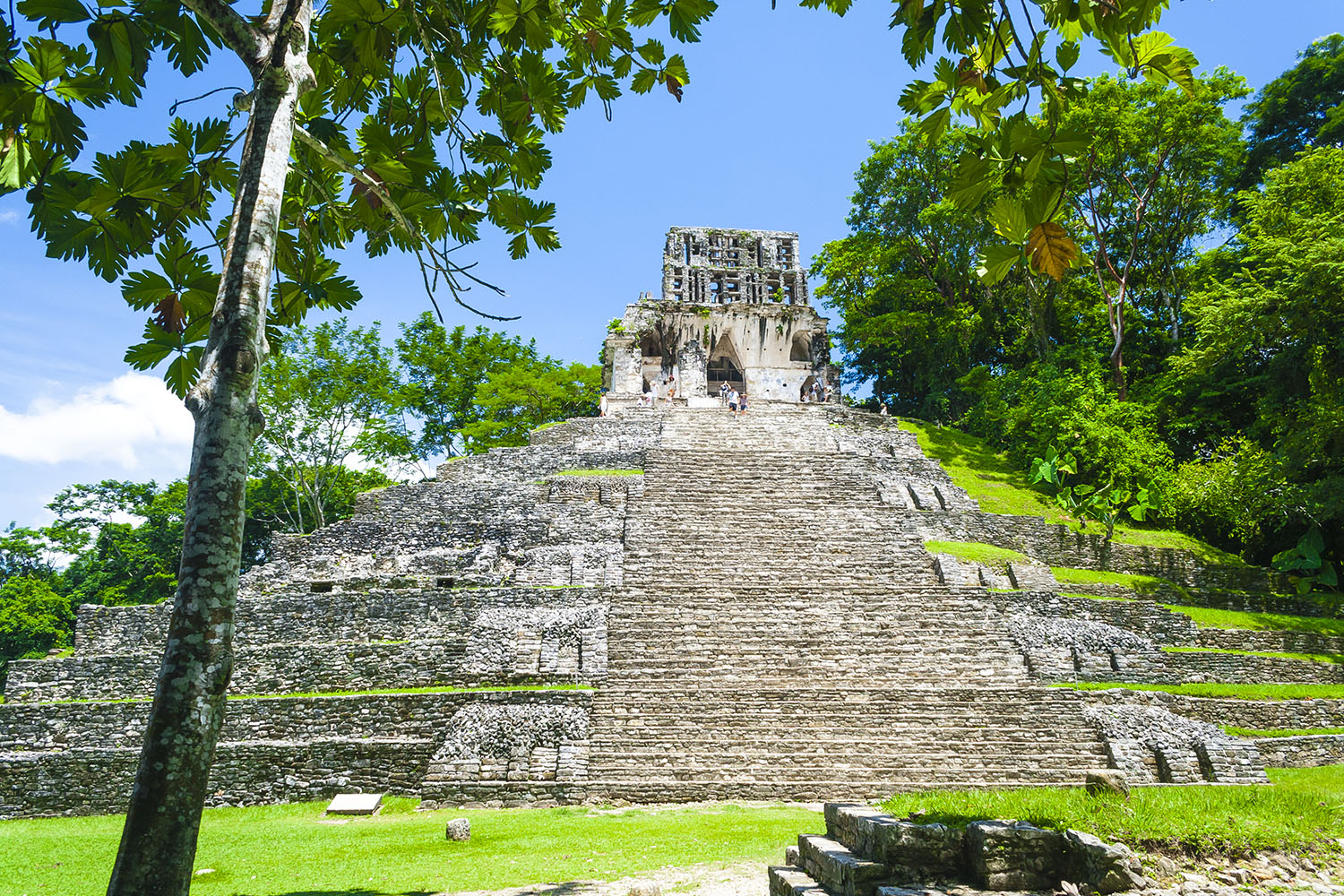
Kreuztempel
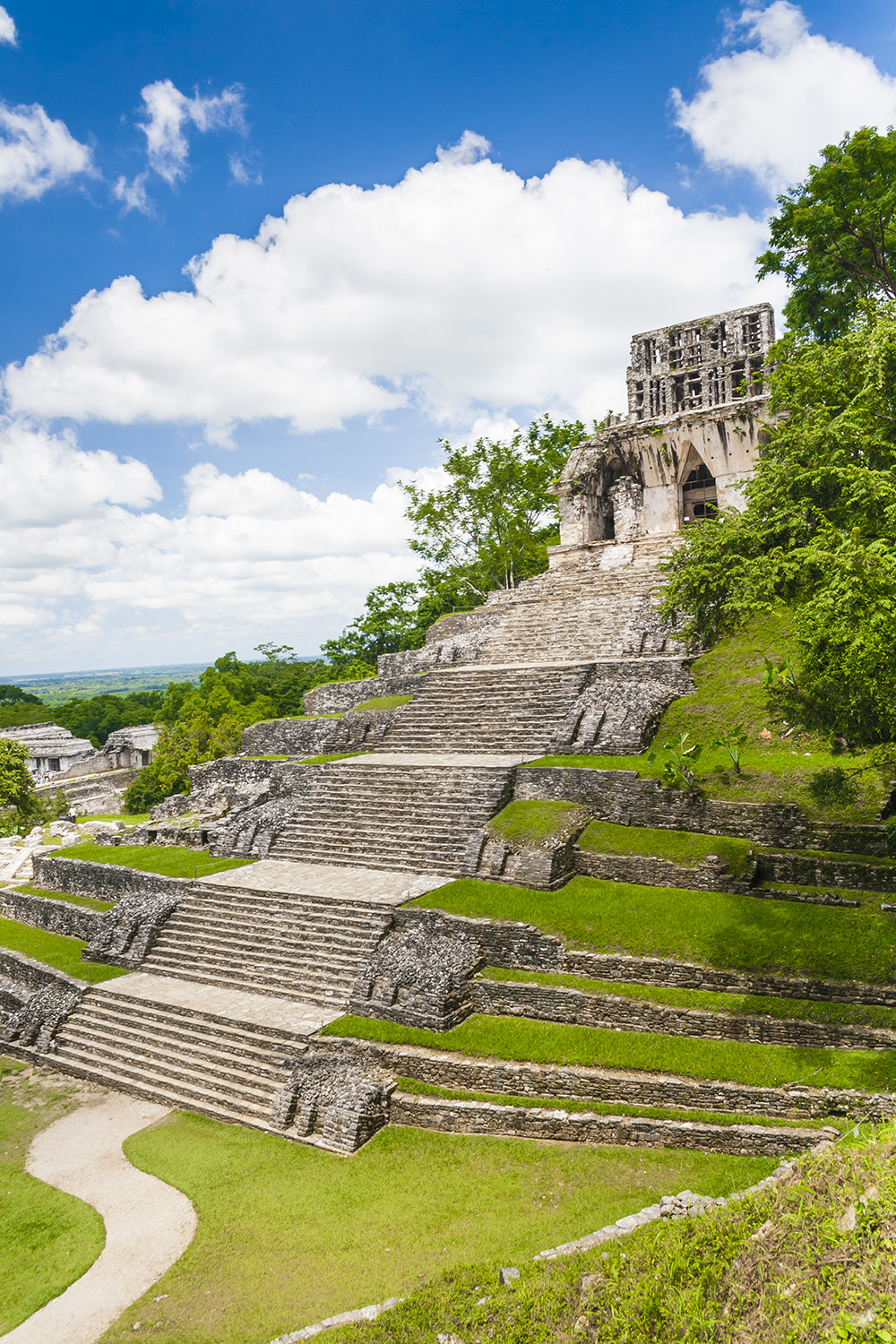
Kreuztempel

## Geschichte

### Aufstieg und Fall der Stadt Palenque
Die Herrscherlinie von Palenque stammte der Legende nach von drei lokalen Göttern ab. Der erste Vertreter der Dynastie, der einer Inschrift zufolge bereits 993 vor Christus geboren worden sein soll, leitete seine Herkunft von einer Göttin ab, die von den Archäologen aufgrund des Aussehens der Hieroglyphe, die sie symbolisiert, nur Biest genannt wird. Aufgrund des frühen Geburtsdatums jenes Herrschers wird angenommen, dass er ein Vorfahre war, dessen Geburt weit in die Vergangenheit verlegt wurde. Möglicherweise ist seine Existenz jedoch rein fiktiv.
Die ersten Spuren der Besiedelung lassen sich im vierten Jahrhundert nach Christus nachweisen, also zu einer Zeit, in der der Aufstieg vieler wichtiger Zentren der Klassik im südlichen Tiefland begann. Über diese Frühzeit Palenques ist bislang nur wenig bekannt, da die archäologischen Erkenntnisse aus dieser Zeit äußerst spärlich sind und es praktisch keine authentischen zeitgenössischen Texte gibt. Der erste historisch gesicherte Ajaw (König) war K’uk’ Bahlam I. (431–435). Er wird in einem Text aus dem siebten Jahrhundert – dem bislang einzigen entdeckten Maya-Text, der über die Frühzeit Palenques Auskunft gibt – durchgehend als „Herr von Toktahn“ bezeichnet, was möglicherweise darauf hindeutet, dass die Herrscherdynastie ursprünglich nicht aus Palenque selbst stammte. Palenque selbst wird mit dem Namen Lakamha’ erstmals auf einer Inschrift aus dem Jahre 490 erwähnt, also zur Regierungszeit des dritten Königs Butz'aj Sak Chiik, was vielleicht auch den historischen Gründungszeitpunkt markieren könnte.
Im 6. Jahrhundert entwickelte sich Palenque zu einer lokalen Großmacht und erhielt großen Einfluss auf einige Nachbarstädte. Palenque war in den ab etwa 550 beginnenden Kriegen der beiden Städte Tikal und Calakmul ein enger Verbündeter Tikals. Nach der längerfristigen Ausschaltung Tikals war das über 200 Kilometer entfernte Calakmul im April 599 sogar in der Lage, bei einem Überfall auf Palenque fast die ganze Stadt zu zerstören. 611 erfolgte ein weiterer Überfall unter Führung des Königs von Calakmul. Der regierende König Ajen Yohl Mat überlebte den Überfall um einige Monate, doch nahezu die ganze politische Oberschicht der Stadt wurde getötet. Wer in den folgenden drei bis vier Jahren regierte, ist strittig. Der folgende Ajaw taucht in den Inschriften als Muwaan Mat auf, doch dieser Name bezeichnet eigentlich eine Gottheit Palenques. Es wird vermutet, dass dieser Name als Pseudonym für eine Herrscherin namens Sak K'uk' diente, die die Regentschaft aufgrund des Mangels an männlichen Erben übernommen haben und die formale Herrschaft 615 an ihren zwölfjährigen Sohn K'inich Janaab Pakal I. abgegeben haben könnte.
Mit seiner Inthronisation, die auf der Rückseite des Throns im Palast verewigt ist, begann eine rege Bautätigkeit. In Pakals Regierungszeit entstanden Teile des Palastes sowie der kleine Templo Olvidado (dt. etwa „der verschollene Tempel“) außerhalb des Stadtzentrums. Als sich 683, im Alter von 80 Jahren, sein Tod abzeichnete, begann man mit der Errichtung des Tempels der Inschriften, der möglicherweise noch von Pakal selbst entworfen worden war. Unter seinem Sohn K’inich Kan Bahlam II. konzentrierte sich die Bautätigkeit vor allem auf die Kreuzgruppe und hier besonders auf den Kreuztempel, der 692 gebaut wurde. Er scheint auch die Oberhoheit über einige kleinere Städte entlang des Río Usumacinta innegehabt zu haben und überfiel 687 die Stadt Toniná.
702 folgte K’inich K’an Joy Chitam II. seinem älteren Bruder auf den Thron. Er wurde 711 nach nur knapp neun Jahren Regierungszeit bei einem Überfall von Toniná gefangen genommen und verschleppt. Die Sieger installierten einen Statthalter namens Xok und sorgten dafür, dass Palenque keinen neuen Herrscher wählen konnte, indem sie den gefangenen Herrscher am Leben ließen. Nach dem Tod des alten Königs im Jahre 721 wurde mit K’inich Ahkal Mo’ Nahb III. ein Mann aus einer Nebenlinie der Dynastie König.
Ab der Regentschaft seines Nachfolgers werden die Informationen über die Könige von Palenque immer spärlicher. Um 742 verheiratete K'inich Janaab Pakal II. eine Prinzessin nach Copán im heutigen Honduras. Das Ende seiner Regierungszeit könnte mit einem erneuten Angriff aus Toniná zusammenhängen, für den jedoch kein genaues Datum gesichert ist. Auch scheint man zu dieser Zeit die Kontrolle über die Stadt Pomoná verloren zu haben. Die letzte bekannte kalendarische Inschrift in Palenque ist für das Jahr 799 auf einer Tonscherbe verzeichnet und berichtet von der Thronbesteigung von Janaab Pakal III. Da es danach keine Anzeichen einer weiteren Besiedelung gibt und eine letzte mögliche Erwähnung des Reiches von B’aakal aus Comalcalco auf das Jahr 814 datiert, scheint die Stadt Palenque eines der ersten großen Zentren der klassischen Periode gewesen zu sein, das dem allgemeinen Kollaps der Maya im südlichen Tiefland zum Opfer fiel. Die Gründe für diesen Kollaps sind in der Forschung immer noch umstritten. 

### Liste der Herrscher von Palenque

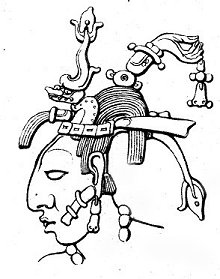
Pakal der Große (Zeichnung des Maya-Forschers Alfred Maudslay, 1902)

- 987–? v. Chr. Uk'ix-Chan, möglicherweise fiktiv
- um 252 v. Chr. Casper I., möglicherweise fiktiv

[…]
- 431–435 K’uk’ Bahlam I.
- 435–487 Casper II., echter Name unbekannt
- 487–501 Butz'aj Sak Chiik
- 501–524 Ahkal Mo’ Nahb I.
- 529–565 K’an Joy Chitam I.
- 565–570 Ahkal Mo’ Nahb II.
- 572–583 Kan Bahlam I.
- 583–604 Yohl Ik’nal, erste Herrscherin
- 605–612 Ajen Yohl Mat
- 612–615 Muwaan Mat, Identität unklar
- 615–683 K'inich Janaab Pakal I., genannt „Pakal der Große“
- 684–702 K’inich Kan Bahlam II.
- 702–nach 720 K’inich K’an Joy Chitam II., Bruder von K'inich Kan Bahlam II.
- 721–nach 736 K’inich Ahkal Mo’ Nahb III.
- um 742 K'inich Janaab Pakal II.
- um 751 K'inich Kan Bahlam III.
- 764–nach 783 K'inich K'uk' Bahlam II.
- 799–? Janaab Pakal III.[5]

### Genealogie der Herrscher von Palenque
Abgerundete Rechtecke: weibliche Personen, die mit unterbrochenen Linien gezeichneten Verwandtschaftsverbindungen sind hypothetisch, (a) im Jahre 711 in Toniná gefangen genommen und dort vermutlich geopfert. Widersprüche mit der obigen Liste sind Folge noch unzureichender Entzifferungen, beschädigter Monumente oder fehlender Inschriften.

## Erforschung

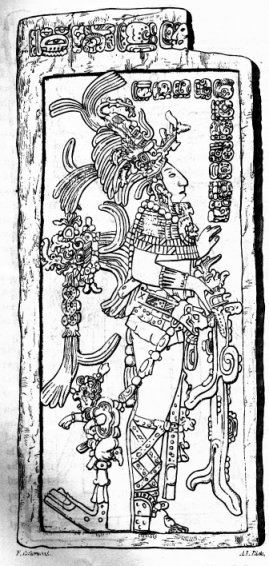
K'inich Kan Balam II. (Zeichnung eines Reliefs an der Westseite des Kreuztempels von Frederick Catherwood, 1841)

Palenque gehört zu den am frühesten erforschten Städten der Maya. Gegen Ende des 18. Jahrhunderts fanden die Einwohner des kleinen Dorfes Santo Domingo de Palenque am Rio Usumacinta die Ruinenstätte und berichteten den kolonialen Behörden von ihrer Entdeckung. Die verlassene Stadt wurde von den Einheimischen als Otolum („Ort der Steine“) bezeichnet. 1773 wurden die Ruinen Palenques von dem Mönch Ramón de Ordóñez y Aguilar erstmals besichtigt. Er war von dem vorgefundenen Ort derart beeindruckt, dass er einen Bericht über die Ruinen von Na-Chan („Haus der Schlangen“) verfasste. Dieser Bericht veranlasste José de Estacherías, Präsident der Königlichen Audienz zu Guatemala seinen Leutnant Antonio Calderón und den Architekten Antonio Bernasconi zu schicken, um diese Ruinenstätte zwischen 1784 und 1785 zu erkunden. Sie fertigten mehrere Aufrisse und Zeichnungen an. Die Kunde der Entdeckung weckte großes Interesse bei der spanischen Königsfamilie, die umgehend eine Expedition unter der Leitung des Ingenieurs Antonio del Río sowie des Malers Ricardo Almendaríz in das Gebiet schickte. Die Gruppe fertigte Zeichnungen und Berichte an und barg einige Gegenstände, wobei man sich jedoch recht brachialer Methoden bediente, um beispielsweise durch Schutt versperrte Eingänge freizulegen. Die Aufzeichnungen der Expedition wurden nie veröffentlicht, doch erschien in London im Jahre 1822 die Übersetzung einer Kopie des Berichtes mit dem Titel Description of the Ruins of an Ancient City (zu deutsch: „Beschreibung der Ruinen einer alten Stadt“). Heinrich von Minutoli veröffentlichte 1832 in Berlin eine deutsche Übersetzung nach der englischen von der spanischen Originalhandschrift des Capitain Don Antonio del Rio und Dr. Paul Felix Cabrea`s: Teatro critico Americano, oder Lösung der großen historischen Probleme der Bevölkerung Amerika´s nebst einem raisonnirenden Verzeichnisse und 14 erläuternden Tafeln, die Palenqueschen, die Deppeschen und anderen auf der hiesigen Kunstkammer vorhandenen amerikanischen Alterthümern darstellend.
Die Übersetzung zog weitere Forscher nach Palenque. Zwar hatte es 1807 noch eine durch den spanischen König initiierte Forschungsexpedition gegeben, doch erst in den dreißiger Jahren des 19. Jahrhunderts wurden mehrere Forscher auf die Ruinenstätte aufmerksam. Zu den bekanntesten zählt Jean Frédéric Waldeck, der 1832–33 sowie 1834–36 in Palenque lebte und Kupferstiche und Zeichnungen der Ruinen anfertigte. Er sah Chaldäer, Phönizier und andere Völker der alten Welt als Urahnen der Maya an, was seine Werke zu Phantasieansichten werden ließ, da er nicht vorhandene Dinge darin einbaute, wie etwa Elefanten oder antike Statuen. Andere Forscher dieser Zeit waren der damalige US-amerikanische Botschafter in der Zentralamerikanischen Konföderation, John Lloyd Stephens, und der Zeichner Frederick Catherwood. Die beiden bereisten zwischen 1839 und 1841 die Halbinsel Yucatán und gelangten dabei auch nach Palenque. Sie beschrieben die Überreste der Stadt um einiges detailgetreuer als die Forscher vor ihnen und vermittelten damit ein recht genaues Bild der Ruinenstätte.
Die ersten Ausgrabungen im modernen Sinne fanden ab 1940 statt. Die zahlreichen Inschriften waren bei der Entzifferung der Maya-Hieroglyphen eine große Hilfe, insbesondere nach der Entdeckung der Grabkammer von König K'inich Janaab Pakal in jenem Gebäude, das heute den Namen „Tempel der Inschriften“ trägt. Die Ausgrabungen dauern noch immer an, doch wurde die Stadt mittlerweile auch für Touristen geöffnet, da das Interesse der Öffentlichkeit gewachsen war.

## Palenque in der Kunst
Ein Teil des Romans Homo Faber von Max Frisch spielt in der Ruinenstätte und der modernen Stadt Palenque. Palenque ist auch Schauplatz einer Erzählung von Margaret Atwood.